# Dietrich Hermann Kemmerich

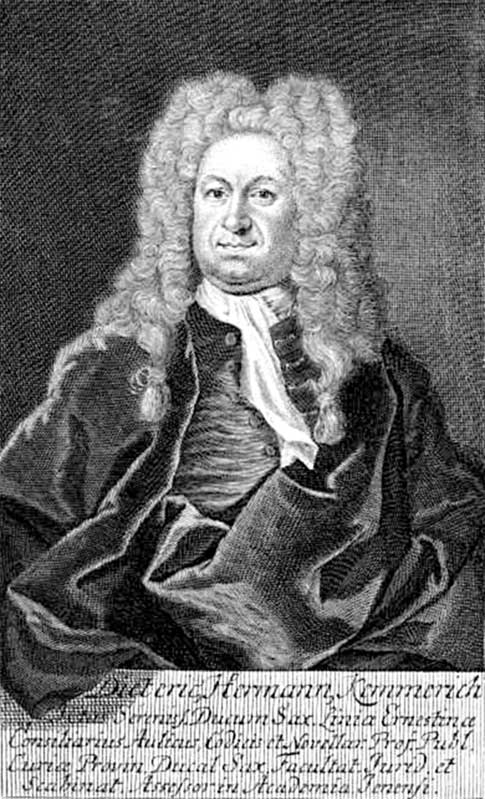
Dietrich Hermann Kemmerich

Dietrich Hermann Kemmerich (* August 1677 in Apenburg; † 4. November 1745 in Jena) war ein deutscher Rechtswissenschaftler.

## Leben
Der Sohn des Pfarrers und Inspektors Franziskus Kämmerich (* Werben; † 27. November 1682 in Havelberg) und dessen Frau Anna Margaretha Conovius, besuchte Schulen in Havelberg, Salzwedel, Brandenburg und erwarb sich am Gymnasium in Hamburg das nötige Rüstzeug, um ein Studium beginnen zu können. Er immatrikulierte sich im Oktober 1700 an der Universität Rostock, wo er ein Studium der Theologie verfolgen wollte. Er änderte jedoch seine Vorstellungen und schlug den juristischen Ausbildungsweg ein. Dazu begab sich 1702 an die Universität Leipzig, wurde dort am 3. Dezember 1702 Baccalaureus und erwarb sich dort am 8. Februar 1703 den akademischen Grad eines Magisters. Am 3. März 1705 setzte er seine Studien an der Universität Halle fort.
Im selben Jahr wurde er vom Markgrafen Christian Ernst von Brandenburg-Bayreuth zum Professor der Moral, Politik und Beredsamkeit an der Ritterakademie Erlangen berufen und nachdem er sich 1707 an der Universität Halle den akademischen Grad eines Lizentiaten der Rechte erworben hatte, übernahm er in Erlangen die Professur für Natur-, Völker- und Staatsrecht. 1710 ging er zurück nach Leipzig, da er sich dort eine Professur versprach. Da er diese jedoch nicht erlangen konnte, folgte er 1717 einem Ruf an die Ritterakademie Brandenburg.
In der Zwischenzeit wurde Kemmerich zum Doktor der Rechte promoviert und von Brandenburg als erster Professor für Natur und Völkerrecht an die Universität Wittenberg berufen. Nachdem er am 7. Februar 1719 seine Stelle angetreten hatte und elf Jahre unter anderem auch die Stelle als Beisitzer der juristischen Fakultät ausgefüllt hatte, lehrte als Professor des römischen Rechts ab 1730 an der Universität Jena. In Jena beteiligte er sich auch an den organisatorischen Aufgaben der Hochschule und war im Sommersemester 1733 Rektor der Alma Mater. 1736 wurde er dort Ordinarius der juristischen Fakultät und Hofrat. Kemmerich hatte sich als Strafrechtler mit einem Lehrbuch zum Strafrecht einen Ruf erworben, der auch Literatur zum Staatsrecht verfasste.

## Werkauswahl
- Neu-eröffnete Academie der Wissenschafften, zu welchen vornemlich Standes-Personen nützlich können angeführet, und zu einer vernünftigen und wohlanständigen Conduit geschickt gemacht werden. Fritsch, Leipzig 1711. (Digitalisat)
- Neu-eröffneter ACADEMIE Der Wissenschafften Zu welchen vornehmlich Standes-Personen nützlich können angeführet werden. Dritte Eröffnung, welche die MORALE und das Natur- und Völker-Recht in sich begreiffet. Fritsch, Leipzig 1714. (Digitalisat)
- Anleitung zur Staatswissenschaft der heutigen Welt. In einem kurzen Entwurff. 3 Bände. Lauckisch, Leipzig 1712–1713. (Digitalisat Band 1), (Band 2), (Band 3)
- Pufendorffius enucleatus, sive elementa juris naturae et gentium, per modum observationum ad Samuelis I. b. de Pufendorff librum de officio hominis et civis, succinctis positionibus tradita. Braun, Leipzig 1716. (Digitalisat)
- Introductio ad jus publicum Imperii Romano-Germanici. Ludovic, Wittenberg 1721. (Digitalisat der Ausg. 1721)
- Introductio ad ius publicum imperii Romano-Germanici, Ex Historia Germaniae, Legibvs Fvndamentalibvs, Actis Pvblicis, Et Diplomatibvs, Nec Non Accvratioribvs Et Celebrioribvs Jvris Pvblici Scriptoribvs, Ordine, Qva Licvit, Natvrali, Concinnata. 2 Bände. Gleditsch, Frankfurt/Leipzig 1744. (Digitalisat Band 1), (Band 2)
- Origines Ivris Ecclesiastici. Ex Natura Et Indole Religionis Et Ecclesiae, Nec Non Primaevo Ecclesiae Statu, Ac Variis Eius, Cumprimis Regiminis Ecclesiastici, Mutationibus Derivata. Vierling, Leipzig 1745. (Digitalisat)
- Kulpisii collegium Grotianum. 1738.[2]
- Synopsis juris criminalis per succinctas positiones delineati in usum praelectionum academicarum. Accessit legum delectus, quae conclusiones criminales respiciunt ad usum scholae, et fori ... Cum praefatione D.A.V.M. 1733, 1755, 1777. (Digitalisat der Ausg. 1768)